# Бенуэ-конголезские языки

Бенуэ́-конголе́зские языки́ (бенуэ-конго) — крупнейшая семья языков в Африке, входит в состав нигеро-конголезских языков. Распространены на обширной территории Африки (к югу от Сахары) от Того до Сомали и к югу вплоть до ЮАР. Общее число говорящих свыше 380 млн (оценка, 2004), из них 310 млн на языках банту. Наиболее крупные языки не-банту: йоруба (30 млн), игбо (18 млн), эфик (4 млн), эдо (1 млн), эбира (1 млн).

## Классификация
Включает свыше 900 языков. Название «бенуэ-конголезские языки» было предложено Дж. Х. Гринбергом (1963), который объединил под ним языки банту и семью бенуэ-кросс западносуданских языков Д. Вестермана (1927). П. Р. Беннет и Я. Стерк (1977) присоединили к ним восточные ветви языков ква Гринберга, которые впоследствии стали называться западными бенуэ-конголезскими, а первоначальная семья Гринберга — восточными бенуэ-конголезскими языками.
Согласно современным представлениям, бенуэ-конголезская семья языков является частью южной подгруппы семей вольта-конго без языков ква (распространённых на атлантическом побережье Бенина, Того, Ганы и Кот-д’Ивуара, почти 21 млн носителей). Кроме того, имеется северная подгруппа семей языков (или «саванная подгруппа языков»), состоящая из 4х основных семей: гур, сенуфо, кру, адамауа-убангийская (вместе — около 30 млн человек). Таким образом, из всей численности вольта-конголезской группы языковых семей (320 млн человек на африканском побережье) бенуэ-конголезские языки — это 270 млн человек (84 %). Однако не все языки, входящие в состав бенуэ-конголезской семьи, являются бантоидными (213 млн человек). Согласно одной из последних классификаций, бенуэ-конголезские языки делятся на две подсемьи — западную (бывшие восточные ква) и восточную, которые, возможно, являются самостоятельными семьями.

### Западная подсемья
Языки западной подсемьи распространены на значительной части территории Нигерии и отчасти Бенина. В их число входят такие языки, как йоруба (и родственный язык игала), игбо, или ибо, эдо, или бини, нупе (и родственный язык гбари, или гбагьи), идома, акоко и другие. В середине 1980-х годов на африканском континенте насчитывалось 42,4 млн человек (в начале 2000-х годов — более 50 млн человек), говорящих на языках этой подсемьи, что составляло 8,2 % от всего населения Африки (и 14,8 % от населения нигеро-конголезской семьи), в том числе в Нигерии (98,5 %), Бенине (0,8 %), Того (0,2 %), Камеруне (0,1 %).
Западная подсемья состоит из 5 крупных языковых ветвей и 4 ветвей, включающих по одному языку, (в центральной Нигерии):
- Йорубоидная включает языки йоруба и игала. Язык йоруба, распадается на 5 наречий, которые иногда считаются отдельными языками: собственно йоруба, или ойо, ифе, иджеша, эгба, экити, ондо, итсекири, моколе, всего 19,59 млн чел. (46,2 % от всей группы языков, в начале 2000-х годов — 24 млн чел.). Язык йоруба распространён на западе и юго-западе Нигерии, в том числе в городах Лагос, Ибадан, Бенин-Сити, Илорин, Сапеле, носители йоруба составляют значительную часть населения Бенина (где они известны под названием наго), и Того (где они именуются ана). Язык игала распространён на западе провинции Бенуэ, к югу от реки Бенуэ (0,8 млн чел.; 1,9 %).
- Эдоидная включает языковую общность эдо, или бини, общей численностью 3 млн чел. (7,1 %), живущих в нигерийском штате Бендел на правом берегу Нигера у города Бенин-Сити, разделяющуюся обычно на 4 ветви:
  - северо-западную (окпамхери и другие языки);
  - центральную (эдо (бини) — общая численность 2,7 млн чел., ишан, йехеэ (эцако), кунибум и другие языки);
  - юго-западную (урхобо, исоко и другие языки);
  - дельта (нгене, эпиэ, дегема).
- Игбоидная включает языковую общность игбо, или ибо, общей численностью 16,05 млн чел. (37,8 %, в начале 2000-х годов — 19 млн чел.), живущих по берегам реки Нигера ниже города Онича в Нигерии, а также к востоку от Нигера вплоть до реки Кросс, большинство в штатах Анамбра и Имо. Разделяются на 2 группы:
  - игбо, или ибо (центральный игбо, саванный игбо, икверри, ика, абаджа, онича-авка, игва, ису, иджи-эззаиква, оратта, икану) — всего более 18 млн чел. (в начале 2000-х годов);
  - экпейе.
- Нупоидная представлена довольно крупным языком нупе, или нупенсизи (всего 1,1 млн чел. (2,6 %, в начале 2000-х годов до 3 млн чел.), распространённым по долинам рек Нигер и Кадуна, преимущественно в одноимённых нигерийских штатах, в северных районах штата Квара, а также в столичном федеральном округе, южная граница их этнической территории проходит от Шаре до места впадения реки Гурара в Нигер, на всём протяжении они живут смешанно с фульбе, хауса, йоруба, канури) и родственными нупе народами: гбари, или гбабьи (550 тыс. чел. (1,3 %), населяют верховья рек Кадуна и Гурара в штате Кадуна) и игбира (600 тыс. чел. (1,4 %), обитают по правому берегу реки Нигера, к югу от места впадения в неё реки Бенуэ, около города Локоджа, кроме того рядом мелких племён и народов, включённых в 2 основные группы:
  - языков эбира и гаде;
  - нупе-гбари (нупе, гбари, игбира, гбадье, дибо и другие языки).
- Идомоидная представлена крупной этнической общностью идома (собственно идома, агату, араго, уфна, аквейя, нкумм, яла, всего 700 тыс. чел. (1,7 %, в начале 2000-х годов 1,1 млн чел.), живут в основном к югу от реки Бенуэ) и близкие к ним афу, эгедэ, йачи, этуло. Делится на 4 группы:
  - ятье, акпа;
  - элои;
  - этуло;
  - идома — в начале 2000-х годов более 600 тыс. чел., игеде, яла, алаго.
- Акокоидная представлена языком аригиди, или акоко. Всего — 50 тыс. чел. (в начале 2000-х годов).
- Акпес
- Око
- Айере-ахан

### Восточная подсемья
В подсемье восточных бенуэ-конголезских языков небантоидными являются языки 3-х надветвей: центральнонигерийские, кроссриверские и языки укаан:
- Центральнонигерийская (кайнджи-платоидная, или языки Плато) (3,5 млн человек, в начале 2000-х годов), языки джарава (5,1 %), камбари, дука, дукаркари, камуку, санга, бута, лунду, кагома, тари, иригве, идонг (аджия), биром (5,1 %), нинзам, нунгу, мабо, йергам, башар. Надветвь включает 13 групп:
  - кайнджи со сложной структурой и свыше 50 языками (камбари, тсувади, баса, лела[англ.], джере, дамакава (✝), кимба и другие). Всего в начале 2000-х годов 900 тыс. чел.;
  - северноплатоидная (6 языков, в том числе икулу);
  - западноплатоидная (16 языков, в том числе кванка, эгон и другие) в последних 2х группах всего 770 тыс. чел.;
  - центральноплатоидная (8-9 языков, в том числе джу, или каже, тьяп, всего 460 тыс. чел.);
  - юго-восточная платоидная (4 языка, в том числе лидьили, всего 50 тыс. чел.);
  - беромская (3 языка, включая биром, всего 300 тыс. чел.);
  - нинзийская (6 языков, в том числе мада);
  - алуму-тесу;
  - аю;
  - торо;
  - хьям;
  - тарокоидная (4 языка, в том числе тарок, всего 300 тыс. чел.);
  - джукуноидная (около 20 языков, в том числе вапан, тигон, 250 тыс. чел.).
- Кроссриверская, или языки народов Кросс-Ривера (всего 6 млн человек, в начале 2000-х годов), на побережье залива Биафра в юго-восточной части Нигерии, большинство населения в южных округах нигерийского штата Кросс-Ривер. Ветвь состоит из 5 групп:
  - бенди (9 языков, в том числе бокьи, якоро);
  - верхнекросская (22 языка, в том числе локаа, мбембе);
  - нижнекросская (23 языка, в том числе эфик, или ибибио — в начале 2000-х годов 2,5 млн чел., ещё около 2-3 млн используют как второй родной язык) — крупнейшая подгруппа, составляющая 83 % от всей группы (в середине 1980-х годов численность народа ибибио составляла 5 млн человек);
  - кегбоидная (огони) (5 языков, в том числе кана);
  - центральнодельтная (8 языков, в том числе огбиа).
- Укаан
- Бантоидная надветвь (более 650 языков) включает около 14 групп, в её состав входят такие языки, как тив, бамилеке, бамум, джарава. Одной из групп являются языки банту, включающие около 500 языков, в том числе суахили, лингала, руанда, конго, рунди, зулу, коса и многие другие.

## Письменность
Бенуэ-конголезские языки в большинстве бесписьменные, хотя на некоторых крупных языках (йоруба, игбо и др.) существует богатая литература.

## Типологическая характеристика
В фонологическом аспекте бенуэ-конголезские языки характеризуются богатым вокализмом. Во многих языках (главным образом не банту) представлены гласные среднего ряда (ɯ, ɵ, ə, ɐ); градация гласных по открытости (типичная структура — 4 ступени). Среди согласных представлены двухфокусные смычные kp, gb, имплозивные b, d, носовые различных локальных рядов (m, n, ɲ, ŋ, ŋʷ, ŋm), глухие и звонкие латеральные (например, в видекум). Бенуэ-конголезские языки являются тональными языками, обычно с двумя базисными тоновыми уровнями (высокий — низкий), тип тональной структуры — так называемый ступенчатый, с тоновым перепадом. Имеются контурные тоны, во многих языках сложная тоновая синтагматика.
По морфологическому типу бенуэ-конголезские языки изолирующе-агглютинирующие (в банту отмечаются элементы флективности), с преобладанием в отдельных группах языков той или иной типологической тенденции; изоляция и агглютинация могут по-разному проявляться в имени и глаголе (изоляция более обычна для глагольных форм).
Существительным свойственны категории именного класса и числа (ед. — мн.); в языках с развитой системой классов число выражается с помощью классных показателей (т. н. плюральные классы), ср. в языке камбари mə́-kúlú ‘черепаха’ — мн. ч. ŋ́-kúlú mə́-kúlú (4-5-й классы). Состав и способы выражения именных классов варьируют по языкам. Для бенуэ-конголезского праязыка реконструируется (де Вольф) 16 классов, однако в совр. языках их обычно меньше. Показатели именных классов в существительных чаще всего — префиксы, иногда — суффиксы (в джукуноидных), редко — инфиксы (напр., в биром); в некоторых языках совмещаются 2 способа выражения именных классов (напр., префикс/ суффикс в языке тив). В случае фонемной омонимичности показателей разных именных классов различение их может обеспечиваться с помощью тонов. Упрощение системы именных классов охватывает (в разной степени) как формы существительных (количеств. сокращение и совпадение показателей именных классов), так и формы согласуемых с ними по именным классам слов (прилагательных, местоимений, глаголов, числительных, генитивной связки). По степени сохранения согласовательных типов бенуэ-конголезские языки весьма различны; напр., в укеле есть лишь местоименное согласование, а в дука — 8 типов согласования (адъективное, местоименное разных видов, числительное, наречное и др.).
Прилагательные как особый разряд слов во многих языках развиты слабо и обычно смыкаются с глаголами, образуя т. н. качественные предикаты.
В системах личных местоимений встречаются инклюзивные/эксклюзивные формы, указательные местоимения часто представляют тройственную градацию по степени удалённости объекта дейксиса от говорящего.
В числительных некоторые языки отражают архаические системы счисления (напр., в платоидных — двенадцатеричная). Выделяется особый лексико-грамматический класс идеофонов.
В глаголе выражается вид и способ действия (перфектив, имперфектив, хабитуатив, прогрессив и др.), во многих языках для глаголов существенно разграничение на стативные и активные. Залог, за исключением языков банту, обычно отсутствует. Категория времени часто характеризуется градацией прошедшего и будущего по «степени отдалённости» (при этом возможны адвербиальные конкретизаторы времени типа ‘вчера’, ‘завтра’); формы будущего времени нередко выражают потенциальность действия. Преобладают аналитические способы выражения глагольных категорий (с помощью служебных элементов). Причастия для бенуэ-конголезских языков не характерны.
Синтаксис отличается предпочтением простых предложений; наиболее частый порядок слов «субъект + предикат + объект», предикат может быть именным и глагольным. В некоторых языках глагольный предикат выражается т. н. сериальными глаголами, то есть цепочкой глаголов, которая имеет различные значения (консекутивность, адвербиально-инструментальное значение, цель и др.), например в эфик: á-kádá íkwâ ɛ́-dí ‘Он принёс нож’ (букв. ‘Он взял нож и принёс’). Определение обычно следует за определяемым (но возможен и обратный порядок), числительное — после существительного; генитивные конструкции со значением принадлежности строятся по типу «обладаемое + обладатель», в некоторых языках между этими именами находится т. н. ассоциативная частица -a(-ka). В сложных предложениях преобладает сочинительная связь.

## История изучения
Первые лингвистические свидетельства о них относятся к 16 веку, но до 19 века изучались главным образом языки банту. Лишь с середины 19 века начинает привлекаться небантуский материал: впервые некоторые языки Нигерии и Камеруна нашли отражение в труде С. В. Кёлле «Polyglotta Africana» (1854); первые грамматика и словарь по бенуэ-конголезским языкам (эфик) появились в 1860—1870-х годах (Х. Голди). Сравнительное изучение бенуэ-конголезских языков (помимо банту) было начато Х. Х. Джонстоном (1919), включавшим в рассмотрение наряду с банту 24 языка «полубанту» (то есть главным образом бантоидные и некоторые другие). В 1920—1930-х годах классификацией и характеристикой бенуэ-конголезских языков занимались Ч. Мик, П. Толбот, Г. Тесман; важный вклад в их изучение внёс Вестерман, впервые выделивший их в отдельную группу (бенуэ-кросс). В эти же и последующие годы вышли работы по отдельным бенуэ-конголезским языкам небантуского ареала (Э. Мейер, Р. К. Абрахам, Ф. Адамс, М. Джефрис, Г. Вольф, Ф. Уинстон, К. Хофман, Г. Юнграйтмайр и др.).
Широкий интерес бенуэ-конголезские языки начали вызывать с 1960-х годов: в 1966-м была создана международная Бенуэ-конголезская рабочая группа (Я. Ворхуве, де Вольф, Э. Данстан, Д. У. Крэбб, Т. Кук, А. Э. Мееюссен, Уильямсон и др.). Первый опыт грамматической реконструкции прабенуэ-конголезского языка предпринят де Вольфом (1971). Основные центры изучения бенуэ-конголезских языков: Лейденский университет (Нидерланды), Ибаданский университет (Нигерия), Калифорнийский университет (США), Лондонский университет (Великобритания).